# Frank Fenner
Frank John Fenner AC CMG MBE FRS AAS (født 21. december 1914, død 22. november 2010) var en australsk videnskabsmand med en stor karriere i inden for virologi. Hans to største bedrifter omtales som værende medvirkende til at udrydde kopper, og at få kontrol over Australiens kaninplage via introduktionen af myxoma virus.
Australian Academy of Science uddeler årligt den prestigefyldte pris Fenner Medal til en videnskabsmand under 40 år for store bidrag i biologi.